# Ben Kilner
Ben Kilner (ur. 21 sierpnia 1988 w Aberdeen) – brytyjski snowboardzista. Zajął 18. miejsce w halfpipe’ie na igrzyskach olimpijskich w Vancouver. Jego najlepszym wynikiem na mistrzostwach świata w snowboardzie było 38. miejsce w halfpipe’ie na mistrzostwach w Whistler. Najlepsze wyniki w Pucharze Świata w snowboardzie osiągnął w sezonie 2009/2010, kiedy to zajął 40. miejsce w klasyfikacji generalnej, a w klasyfikacji halfpipe był dziesiąty.

## Sukcesy

### Igrzyska olimpijskie
| Miejsce | Dzień     | Rok  | Miejscowość | Konkurencja | Zwycięzca   |
| ------- | --------- | ---- | ----------- | ----------- | ----------- |
| 18.     | 17 lutego | 2010 | Vancouver   | Halfpipe    | Shaun White |

### Mistrzostwa Świata
| Miejsce | Dzień       | Rok  | Miejscowość | Konkurencja | Zwycięzca      |
| ------- | ----------- | ---- | ----------- | ----------- | -------------- |
| 38.     | 22 stycznia | 2005 | Whistler    | Halfpipe    | Antti Autti    |
| 51.     | 20 stycznia | 2007 | Arosa       | Halfpipe    | Mathieu Crepel |
| 42.     | 23 stycznia | 2009 | Kangwŏn     | Halfpipe    | Ryō Aono       |

### Puchar Świata

#### Miejsca w klasyfikacji generalnej
- 2004/2005 – -
- 2005/2006 – 176.
- 2006/2007 – 228.
- 2007/2008 – 147.
- 2008/2009 – 81.
- 2009/2010 – 40.

#### Miejsca na podium
1. Calgary – 30 stycznia 2010 (Halfpipe) – 3. miejsce